# Armo (entreprise)
Pour la ville italienne, voir Armo.
Armo (Albanian Refining and Marketing of Oil), était la plus grande entreprise pétrolière nationalisée d'Albanie. 
Spécialisée dans le raffinage du pétrole, la firme comptait environ 2 500 salariés et détenait 33 points de distribution de carburant en Albanie, ainsi que 25 % du marché pétrolier interne. 
Elle possédait les raffineries de Fier et Ballsh, et produisait principalement du bitume, du gazole, de l'essence, ainsi que des solar (résidus de combustion).
En 2008, l'État albanais a décidé de privatiser partiellement l’entreprise et cède 85 % de ses parts au consortium mené par l'entreprise suisse Anika Entreprises SA de Rezart Taçi.
À la suite d'une accumulation de dettes, l’entreprise est placée en faillite en 2016 et arrête sa production, entrainant la fermeture de ses deux raffineries. Elle est finalement reprise par un consortium off-shore basé aux Îles Vierges britanniques, l'Ionian Refining and Trading Company (IRTC).